# Río de la Plata

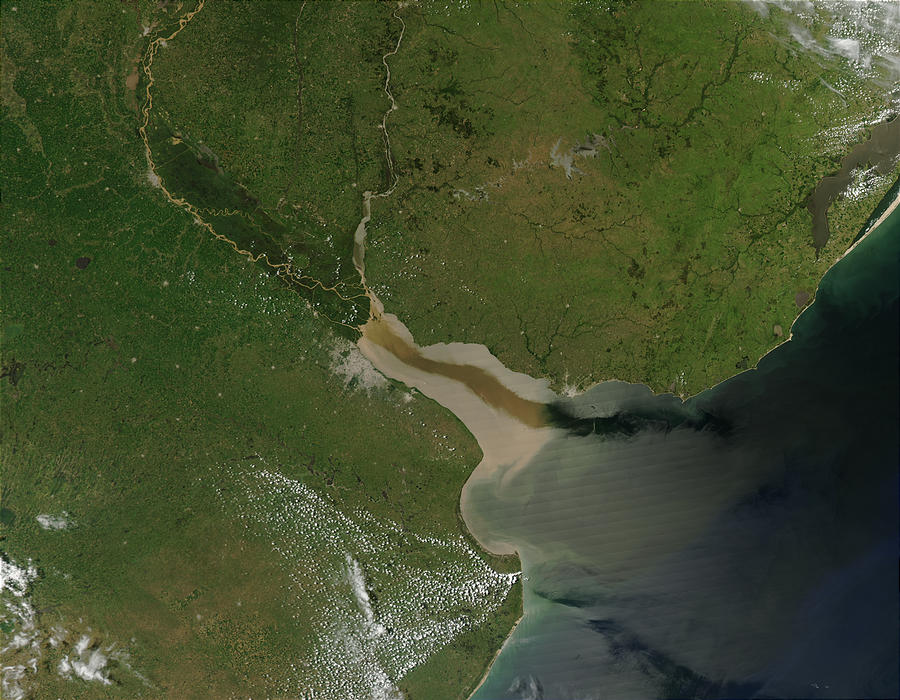
Satellitbild av Río de la Plata.

Río de la Plata (spanska för Silverfloden) är ett stort deltaområde som mynnar ut i Atlanten mellan Uruguay och Argentina och utgör Sydamerikas näst största avrinningsområde. Flera stora floder, bland andra Uruguayfloden och Paranáfloden mynnar ut i Rio de la Plata. I Atlanten utanför Rio de la Plata möter det näringsrika sötvattnet från deltat den kalla Malvinasströmmen från söder och den varma Brasilienströmmen från norr.
Den första europén som upptäckte Río de la Plata var sjömannen Juan Díaz de Solís år 1516. Namnet Silverfloden har inte med färgen att göra, utan med det silver (främst från Bolivia) som under kolonialtiden skeppades på floden.
I Río de la Plata lever laplatadelfinen, den enda floddelfin som lever i havet eller i bräckt vatten. Huvudstäderna Buenos Aires och Montevideo ligger vid floden.

## Vicekungadömet Rio de la Plata
Det område där det spanska vicekungadömet Rio de la Plata existerade mellan 1776 och 1810-talet, dvs nuvarande Argentina, Uruguay, Paraguay och Bolivia, omfattande nästan hela La Plata-bäckenet, kallas sammantaget för Rio de la Plata eller La Plata-området. Ibland omfattar termen endast det närmaste området kring Rio de la Plata, och då syftar man på östra Argentina norr om Patagonien samt Uruguay. Området, som kännetecknas av slätterna och gräslanden (Pampas), samt städerna Buenos Aires och Montevideo, har en gemensam kultur och en gemensam dialekt, kallat rioplatensisk. Till den kulturen hör, förutom gauchokulturen på landsbygden, även tangokulturen i städerna.

## I populärkulturen
- Fotbollsklubben Club Atlético River Plate i Buenos Aires är namngiven efter vikens engelskspråkiga namn.
- Río de la Plata omnämns bland annat i Evert Taubes visa Fritiof och Carmencita, där byn Samborombon beskrivs inte ligga långt från viken.